# Кравчук Євгенія Михайлівна
Євге́нія Миха́йлівна Кравчу́к (нар. 23 грудня 1985, м. Тернопіль, Україна) — український політик, журналіст, експерт в сфері комунікацій та медіаконсалтингу. У 2019 році очолювала пресофіс партії «Слуга народу». Народний депутат України 9-го скликання. Заступник голови Комітету з питань гуманітарної та інформаційної політики, голова Підкомітету з питань інформаційної політики. Заступник голови депутатської фракції «Слуга народу». Заступник голови міжнародного комітету партії «Слуга народу». Голова Комітету ПАРЄ з культури, науки, освіти та медіа та член Комітету з рівності та недискримінації.

## Життєпис
Євгенія Кравчук народилася 23 грудня 1985 року в місті Тернополі в сім'ї лікарів Худзіків. Батько — Михайло Худзік — завідувач родильного відділення Чортківської центральної міської лікарні.
Закінчила Інститут журналістики Київського національного університету імені Тараса Шевченка. Випускниця програми FLEX (Future Leaders Exchange Program), навчалася у Сполучених Штатах Америки. Вільно володіє англійською мовою.
Працювала на керівних посадах в аналітичних центрах; у журналістиці; продюсеркою і сценаристкою в документальному кіно (фільм Сергія Буковського «Живі»). Партнер у «New Center Consulting». Брала участь у фільмуванні документальної стрічки «Назви своє ім'я».
Входила до організаційного комітету Одеського міжнародного кінофестивалю (2010—2014). Працювала у венчурному фонді «TA Venture».

### Політична діяльність
Керівник пресслужби партії «УКРОП», директор з комунікацій у штабі партії «Сильна Україна» та Сергія Тігіпка під час виборів у 2014 р. Помічник депутата Ірини Констанкевич на громадських засадах, була помічником депутата Сергія Тігіпка.
2015 р. — кандидат в депутати Київради від партії «УКРОП».
Кандидат у народні депутати від партії «Слуга народу» на парламентських виборах 2019 року, № 112 у списку.
Заступник голови депутатської фракції партії «Слуга народу». Заступник члена Постійної делегації в Парламентській асамблеї Ради Європи.
12 грудня 2019 року увійшла до складу Міжфракційного об'єднання «Гуманна країна», створеного за ініціативи UAnimals для популяризації гуманістичних цінностей та захисту тварин від жорстокості.
Член Постійних делегацій Верховної Ради України у Парламентській асамблеї Ради Європи та Парламентській асамблеї Організації з безпеки та співробітництва в Європі.
У січня 2023 року обрана Головою Комітету ПАРЄ з культури, науки, освіти та медіа (за квотою ALDE).
Є автором Резолюції «Справедливість і безпека для жінок під час відновлення миру» (англ. Justice and security for women in peace reconciliation), а також доповідач з теми «Протидія стиранню культурної ідентичності під час війни та миру» (англ. Countering the erasure of cultural identity in war and peace).
Від початку 9-го скликання Верховної Ради Євгенія долучилася до низки проєктів та ініціатив у галузі культури та медіа: спільно з Міністерством культури та інформаційної політики України брала участь у розробці національного проєкту з медіаграмотності.
Брала участь у написанні Стратегії розвитку читання на 2021–2025 роки.
Очолювала низку робочих груп, зокрема, з питань системного удосконалення законодавства щодо доступу до публічної інформації.
З 2022 року є членом Національної ради з відновлення України від наслідків війни при Міністерстві культури та інформаційної політики України.
Окрім того, Євгенія Кравчук є постійним членом платформи United for Ukraine (U4U). А з лютого 2024 року, як активна учасниця жіночої парламентської делегації, взяла участь у значній кількості дипломатичних візитів до країн Європейського Союзу та США.
22 липня 2025 року проголосував за проєкт закону 12414, що обмежує Національне антикорупційне бюро України та Спеціалізовану антикорупційну прокуратуру. Закон викликав хвилю антикорупційних протестів.